# Хомы
Хомы (укр. Хоми) — село в Збаражской городской общине Тернопольского района Тернопольской области Украины.
Код КОАТУУ — 6122481802. Население по переписи 2001 года составляло 246 человек.
До 2020 года входило в Збаражский район.

## Географическое положение
Село Хомы находится на расстоянии до 1,5 км от сёл Кобылье и Гнездычно.

## История
- 1935 год — дата основания.

## Объекты социальной сферы
- Школа I ст.
- Клуб.
- Фельдшерско-акушерский пункт.